# 2003 en Ontario
Chronologie de l'Ontario
- 1999
- 2000
- 2001
- 2002
- 2003
- 2004
- 2005
- 2006
- 2007

Cette page concerne des événements d'actualité qui se sont produits durant l'année 2003 dans la province canadienne de l'Ontario.

## Politique

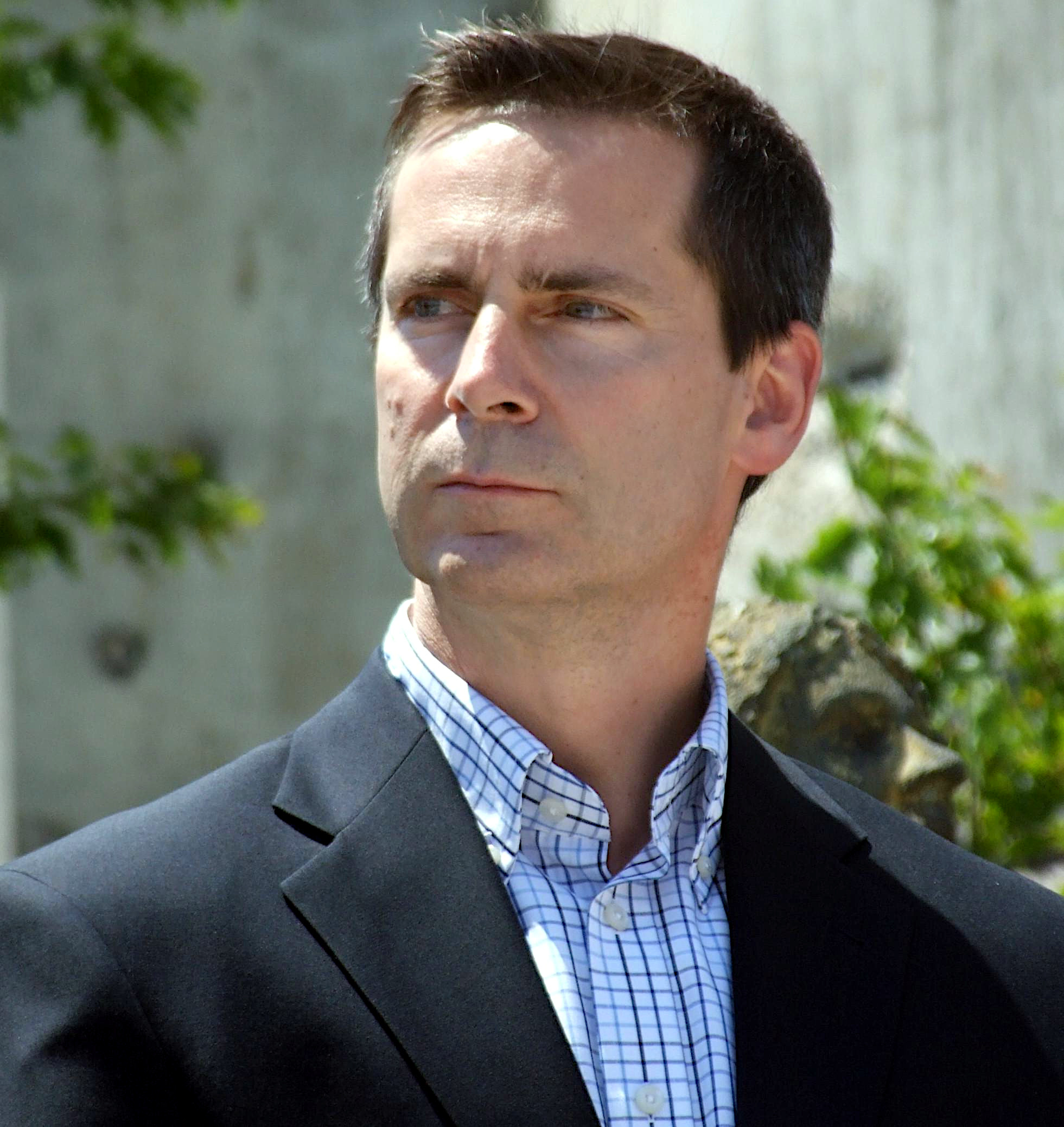
Dalton McGuinty, 24e Premier ministre de l'Ontario

- Premier ministre :  Ernie Eves du parti progressiste-conservateur de l'Ontario puis Dalton McGuinty du parti libéral de l'Ontario.
- Chef de l'Opposition :
- Lieutenant-gouverneur :
- Législature : 37e puis 38e

## Événements

### Octobre
- 2 octobre : élection générale en Ontario — le gouvernement progressiste-conservateur est défait par le Parti libéral et Dalton McGuinty succède à Ernie Eves au poste de Premier ministre.

## Naissances
- 13 décembre : Maisy Stella, chanteuse.

## Décès
- 3 janvier : Henry Botterell (en), aviateur (° 7 novembre 1896).
- 6 avril : Gerald Emmett Carter, cardinal, archevêque de Toronto (° 1er mars 1912).
- 9 avril : Richard Doyle (en), journaliste et sénateur (° 10 mars 1923).
- 15 juin : Hume Cronyn, acteur (° 18 juillet 1911).
- 21 juin : Roger Neilson, entraîneur de hockey sur glace (° 16 juin 1934).
- 20 septembre : Vernon Singer (en), député provincial de York-Centre (1959-1963), Downsview (1963-1975) et Wilson Heights (en) (1975-1977) (° 26 mars 1919).
- 15 novembre : Ray Lewis, athlète (° 8 octobre 1910).
- 24 novembre : Hugh Kenner, professeur et critique littéraire (° 7 janvier 1923).